# No One Killed Jessica
No One Killed Jessica è un film del 2011 diretto da Raj Kumar Gupta.
Il film è ispirato a un evento realmente accaduto, ovvero all'uccisione della modella Jessica Lal, avvenuto nel 1999.

## Riconoscimenti
- 2011 - Anandalok Puraskar
  - Best Actress – Hindi a Rani Mukerji
- 2011 - BIG Star Entertainment Awards
  - Most Entertaining Social Film
  - Most Entertaining Actor in a Social Role – Female a Rani Mukerji
- 2012 - Filmfare Awards
  - Miglior attrice non protagonista a Rani Mukerji
- 2012 - Producers Guild Film Awards
  - Best Editing a Aarti Bajaj
- 2012 - Stardust Awards
  - Star of the Year – Female a Vidya Balan
  - Best Actress – Drama a Vidya Balan